# Dillon (South Carolina)
Dillon is een plaats (city) in de Amerikaanse staat South Carolina, en valt bestuurlijk gezien onder Dillon County.

## Demografie
Bij de volkstelling in 2000 werd het aantal inwoners vastgesteld op 6316.
In 2006 is het aantal inwoners door het United States Census Bureau geschat op 6382, een stijging van 66 (1,0%).

## Geografie
Volgens het United States Census Bureau beslaat de plaats een oppervlakte van
12,5 km², geheel bestaande uit land.

## Plaatsen in de nabije omgeving
De onderstaande figuur toont nabijgelegen plaatsen in een straal van 24 km rond Dillon.